# U-81号潜艇 (1916年)
陛下之81号潜艇是德意志帝国海军建造的一艘中型潜艇或称U艇。它由基尔的日耳曼尼亚船厂承建，于1916年6月24日下水，至同年8月22日交付使用。U-81号是在第一次世界大战期间服役的329艘德国潜艇之一，曾参加过大西洋潜艇战。在其五次巡逻中，共击沉30艘协约国或中立国船舶，容积总吨为88483吨。1917年5月1日，U-81号在爱尔兰岛西部被英国潜艇E54号以鱼雷击沉，共造成24名官兵阵亡。

## 设计
第一次世界大战爆发后，为了满足潜艇破交战的作战需求，德意志帝国海军潜艇局（U-Boot-Inspektion）在U-43号（战时动员型）的基础上，研发出了一种技术上更为成熟的中型潜艇。其排水量适中、性能均衡，非常适合北海和英国周边海域的作战环境。海军为此共计批出34艘订单，战术编号使用U-81至U-114号。
U-81号为双壳体远洋潜艇，水上和水下排水量分别为808吨和946吨。其全长70.06米；舷宽6.30米，当中的耐压壳体宽为4.15米；有4.02米的吃水深度。艇只搭载有可在水上使用的两台猛狮六缸四冲程柴油发动机，总功率为2,400匹公制馬力（1,765千瓦特）；以及可在水下使用的西门子-舒克特双电动发电机，总功率为1,200匹公制馬力（883千瓦特）。这些发动机用以驱动双轴、每根轴各一个的直径1.7米长螺旋桨。它的潜航深度为50米。
U-81号在水上的最高速度达16.8節（31.1每小時），在水下的最高航速则为9.1節（16.9每小時）。它可以8節（15每小時）的速度在水上巡航11,220海里（20,780），或以5節（9.3每小時）的速度在水下巡航56海里（104）。该艇装备了四具直径为500毫米的鱼雷发射管，其中艏、艉各两具，并可携带12－16枚鱼雷；作为辅助武器的甲板炮则是一门105毫米45倍径速射炮。其标准船员编制为4名军官及31名水兵。

## 历史
U-81号是由德意志帝国海军作为F项战时订单（Kriegsauftrag F）的一部分，于1915年6月23日向基尔的日耳曼尼亚船厂订购，建造编号为251。艇只于1916年6月24日下水，至同年8月22日在首任暨唯一一任艇长、海军上尉雷蒙德·魏斯巴赫的指挥下正式交付使用。魏斯巴赫曾在U-20号潜艇担任瓦尔特·施维格上尉的值更官，并亲自向卢西塔尼亚号发射鱼雷，导致了大量平民伤亡和严重的外交风波。完成海试后，U-81号自1916年10月18日起被编入分驻埃姆登和博尔库姆的第四潜艇区舰队服役，并在短暂的役期内一直隶属于该部队。
第一次世界大战期间，U-81号在北海和北大西洋东部执行过五次巡逻；共计击沉30艘协约国或中立国船舶，容积总吨为88483吨。其中，被U-81号击沉的最大型船舶是容积为8253总吨的英国客轮曼托拉号，它于1917年2月8日从伦敦前往加尔各答的途中，在爱尔兰岛西南部的法斯耐特岩对开约143海里（265）处遭U-81号发射的鱼雷命中，迫使其船员弃船。潜艇之后继续炮击这艘仍在漂浮的废船，直至单桅战船毒豆号前来驱逐。毒豆号试图将曼托拉号拖曳回港，但牵引绳索在波涛汹涌的海面上断开，曼托拉号最终于2月9日沉没。事件共导致7人遇难。
1917年5月1日，正执行第五次巡逻的U-81号来到北大西洋的爱尔兰岛西侧海域。艇长魏斯巴赫上尉当天已经击沉了英国油轮圣厄巴诺号（San Urbano），并正要用炮火摧毁另一艘船。位处附近的英国海军潜艇E54号注意到了这一点，其指挥官R·H·雷克斯上尉下令潜入水中，以便能够在不被察觉的情况下攻击U-81号。当U-81号在其艇艉浮出水面，使人能够在其沉没前识别出艇号时，E54号随即在大约400米外发射了两枚鱼雷。U-81号被击中并迅速沉没，以至于在全艇31名官兵中，只有魏斯巴赫和另外六名身处舰桥或甲板上的船员可以自救。身处救生艇的幸存官兵起初认为英国潜艇是德国潜艇。雷克斯花了很长时间才说服他们登上自己的潜艇。U-81号的沉没地点大致位于51°25′N 13°5′W / 51.417°N 13.083°W处。

## 袭击历史摘要
| 日期           | 船名               | 船籍       | 吨位 （容积总吨） | 结局 |
| -------------- | ------------------ | ---------- | ----------------- | ---- |
| 1916年12月1日  | 道格拉斯号         | 瑞典       | 1177              | 击沉 |
| 1916年12月19日 | 尼斯特兰德号       | 挪威       | 1397              | 击沉 |
| 1917年2月2日   | 松达尔号           | 挪威       | 2090              | 击沉 |
| 1917年2月3日   | 阿德莱德港号       | 英国       | 8181              | 击沉 |
| 1917年2月4日   | 玛利亚号           | 義大利王國 | 992               | 击沉 |
| 1917年2月5日   | 瓦滕费尔斯号       | 英国       | 4511              | 击沉 |
| 1917年2月7日   | 格拉维纳号         | 英国       | 1242              | 击沉 |
| 1917年2月8日   | 曼托拉号           | 英国       | 8253              | 击沉 |
| 1917年2月10日  | 内特利号           | 英国       | 4227              | 击沉 |
| 1917年2月12日  | 胡戈·汉密尔顿号    | 瑞典       | 2577              | 击沉 |
| 1917年3月10日  | 大陵五号           | 挪威       | 988               | 击沉 |
| 1917年3月10日  | 斯克莱恩号         | 挪威       | 415               | 击沉 |
| 1917年3月13日  | 科龙达号           | 英国       | 2733              | 击沉 |
| 1917年3月14日  | 佩恩顿号           | 英国       | 2017              | 击沉 |
| 1917年3月18日  | 普拉号             | 英国       | 3061              | 击沉 |
| 1917年3月18日  | 特里沃斯号         | 英国       | 3112              | 击沉 |
| 1917年3月19日  | 阿尼克城堡号       | 英国       | 5900              | 击沉 |
| 1917年3月19日  | 弗林顿号           | 英国       | 4194              | 击沉 |
| 1917年3月22日  | 阿提卡号           | 挪威       | 2306              | 击沉 |
| 1917年3月25日  | C·松德特号         | 挪威       | 1105              | 击沉 |
| 1917年3月25日  | 加兰特号           | 挪威       | 735               | 击沉 |
| 1917年3月25日  | 拉利号             | 挪威       | 1880              | 击沉 |
| 1917年4月24日  | 阿默尔里号         | 英国       | 1145              | 击沉 |
| 1917年4月25日  | 格伦內斯克号       | 挪威       | 1369              | 击沉 |
| 1917年4月25日  | 希思菲尔德号       | 英国       | 1643              | 击沉 |
| 1917年4月25日  | 因弗梅号           | 英国       | 1471              | 击沉 |
| 1917年4月27日  | 天王星号           | 義大利王國 | 3978              | 击沉 |
| 1917年4月28日  | 何塞·德·拉里纳加号 | 英国       | 5017              | 击沉 |
| 1917年4月28日  | 泰伦斯号           | 英国       | 4309              | 击沉 |
| 1917年4月30日  | 伊丽莎白号         | 丹麦       | 217               | 击伤 |
| 1917年5月1日   | 多里号             | 英国       | 3264              | 击伤 |
| 1917年5月1日   | 圣厄巴诺号号       | 英国       | 6458              | 击沉 |

## 脚注
1. 1 2 3  Helgason, Guðmundur. . German and Austrian U-boats of World War I - Kaiserliche Marine - Uboat.net.   [2010-01-25].
2. 1 2 3  Gröner 1991，第12–14頁.
3. 1 2  Helgason, Guðmundur. . German and Austrian U-boats of World War I - Kaiserliche Marine - Uboat.net.   [2015-01-20].
4. ↑  陈进，第71頁.
5. ↑  Herzog，第48頁.
6. ↑  Herzog，第139頁.
7. ↑  Herzog，第123頁.
8. 1 2  Herzog，第68頁.
9. ↑  . clydesite.co.uk.   [2011-10-11]. 原始内容存档于2005-05-04.
10. ↑  Helgason, Guðmundur. . German and Austrian U-boats of World War I - Kaiserliche Marine - Uboat.net.   [2021-11-16].
11. ↑  Kemp，第26頁.
12. ↑  Helgason, Guðmundur. . German and Austrian U-boats of World War I - Kaiserliche Marine - Uboat.net.   [2015-01-20].